# رونالد اسکوبی
رونالد اسکوبی (انگلیسی: Ronald Scobie; ۸ ژوئن ۱۸۹۳ – ۲۳ فوریهٔ ۱۹۶۹) مهندس، پرسنل نظامی و بازیکن راگبی ۱۵ نفره اهل بریتانیا بود. وی همچنین برندهٔ جوایزی همچون صلیب نظامی شده‌است.